# Associated Exhibitors
Associated Exhibitors, Incorporated est une société de distribution de films, active entre les années 1920 et 1926.

## Historique
Créée en janvier 1920 à New York, elle avait pour but de lutter contre la mainmise supposée des sociétés de production sur les salles de cinéma afin de distribuer de préférence leurs propres films. En achetant les films pour les salles affiliées à la société, Associated Exhibitors voulait organiser une demande qui assurerait un avenir aux producteurs indépendants.

## Films distribués
- 1920 : Brenda of the Barge d'Arthur Rooke
- 1920 : Sous le masque d'amour (The Riddle: Woman) d'Edward Jose
- 1921 : Marin malgré lui (film, 1921) (A Sailor-Made Man) de Fred C. Newmeyer
- 1921 : Among Those Present de Fred C. Newmeyer
- 1921 : I Do de Fred C. Newmeyer
- 1921 : Love in the Welsh Hills de Bernard Dudley
- 1921 : Marry the Poor Girl de Lloyd Ingraham
- 1921 : Voyage au paradis (Never Weaken) de Fred C. Newmeyer
- 1921 : The Corner Man d'Einar J. Bruun
- 1921 : The Devil de James Young
- 1921 : The Education of Nicky d'Arthur Rooke
- 1921 : The Rider of the King Log de Harry O. Hoyt
- 1921 : The Road to London d'Eugene Mullin
- 1921 : The Sin of Martha Queed d'Allan Dwan
- 1921 : They Shall Pay de Martin Justice
- 1921 : Tropical Love de Ralph Ince
- 1921 : What Women Will Do d'Edward Jose
- 1922 : A Bill for Divorcement de Denison Clift
- 1922 : Breaking Home Ties de Frank N. Seltzer
- 1922 : La Conquête d'une femme (Conquering the Woman) de King Vidor
- 1922 : David Copperfield (en) d'Anders W. Sandberg
- 1922 : Doctor Jack de Fred C. Newmeyer et Sam Taylor
- 1922 : Don't Doubt your Wife de James W. Horne
- 1922 : Dusk to Dawn de King Vidor
- 1922 : Le Petit à Grand-maman (Grandma's Boy) de Fred C. Newmeyer
- 1922 : Handle With Care de Phil Rosen
- 1922 : Head Hunters of the South Seas de Martin E. Johnson
- 1922 : Her Majesty de George Irving
- 1922 : Hills of Missing Men de J. P. McGowan
- 1922 : No. 7 Brick Row de Fred W. Durrant
- 1922 : Scandalous Tongues de Victor Schertzinger
- 1922 : Silas Marner de Frank P. Donovan
- 1922 : The Bootlegger's Daughter de Victor Schertzinger
- 1922 : Émancipée (The Real Adventure) de King Vidor
- 1922 : The Unfoldment de George Kern
- 1922 :  The Woman Who Fooled Herself (en) de Charles Logue
- 1922 : Till We Meet Again de W. Christy Cabanne
- 1922 : When Husbands Deceive de Wallace Worsley
- 1922 : When the Devil Drives de Paul Scardon
- 1922 : Woman Wake Up de Marcus Harrison
- 1923 : Alice Adams de Rowland V. Lee
- 1923 : Going Up de Lloyd Ingraham
- 1923 : Is Divorce a Failure? de Wallace Worsley
- 1923 : Stormy Seas de J. P. McGowan
- 1923 : Tea -With a Kick de Victor Hugo Halperin
- 1923 : The Courtship of Miles Standish de Frederick Sullivan
- 1923 : The Destroying Angel de W. S. Van Dyke
- 1923 : The Extra Girl de F. Richard Jones
- 1923 : The Harbour Lights de Tom Terriss
- 1923 : The Man Between de Finis Fox
- 1923 : The Miracle Makers de W. S. Van Dyke
- 1923 : The Tents of Allah de Charles A. Logue
- 1924 : Battling Bunyan de Paul Hurst
- 1924 : East of Broadway de William K. Howard
- 1924 : Is Love Everything? de W. Christy Cabanne
- 1924 : Never Say Die de George J. Crone
- 1924 : Racing Luck (en) de Herman C. Raymaker
- 1924 : The Battling Orioles de Ted Wilde
- 1924 : The Chechahcos de Lewis H. Moomaw
- 1924 : The Lone Wolf de Stanner E. V. Taylor
- 1924 : The Price of a Party de Charles Giblyn
- 1924 : The Sixth Commandment de W. Christy Cabanne
- 1924 : The Spitfire de W. Christy Cabanne
- 1924 : The Yankee Consul de James W. Horne
- 1924 : Three Miles Out d'Irvin V. Willat
- 1924 : The Greatest Love of All de George Beban
- 1924 : Unseen Hands de Jacques Jaccard
- 1924 : When a Girl Loves de Victor Hugo Halperin
- 1924 : Why Get Married? de Paul Cazeneuve
- 1925 : Back to Life de Whitman Bennett
- 1925 : Bad Company d'Edward H. Griffith
- 1925 : Barriers Burned Away de W. S. Van Dyke
- 1925 : Camille of the Barbary Coast de Hugh Dierker
- 1925 : Counsel for the Defense de Burton L. King
- 1925 : Fifty-Fifty de Henri Diamant-Berger
- 1925 : Voulez-vous m'épouser ? (Headlines) d'Edward H. Griffith
- 1925 : His Buddy's Wife de Tom Terriss
- 1925 : Introduce Me de George J. Crone
- 1925 : Keep Smiling de Gilbert Pratt
- 1925 : Lover's Island de Henri Diamant-Berger
- 1925 : Manhattan Madness de John McDermott
- 1925 : North Star de Paul Powell
- 1925 : Ship of Souls de Charles Miller
- 1925 : The Adventurous Sex de Charles Giblyn
- 1925 : The Greatest Love of All de George Beban
- 1925 : The Pinch Hitter de Joseph Henabery
- 1925 : The Sky Raider de T. Hayes Hunter
- 1925 : Under the Rouge de Lewis H. Moomaw
- 1926 : Ace of Action de William Bertram
- 1926 : Bad Man's Bluff d'Alvin J. Neitz
- 1926 : Code of the Northwest de Frank S. Mattison
- 1926 : Come on Charlie de Lloyd Ingraham
- 1926 : Flames de Lewis H. Moomaw
- 1926 : Hearts and Fists de Lloyd Ingraham
- 1926 : Rawhide de Richard Thorpe
- 1926 : The Bandit Buster de Richard Thorpe
- 1926 : The Big Show de George W. Terwilliger
- 1926 : Un bon business (The Bonanza Buckaroo) de Richard Thorpe
- 1926 : The Broadway Boob de Joseph Henabery
- 1926 : The Call of the Wilderness de Jack Nelson
- 1926 : The Carnival Girl de Cullen Tate
- 1926 : Un jeune homme de la ville (The Dangerous Dub) de Richard Thorpe
- 1926 : The Earth Woman de Walter Lang
- 1926 : The Flying Mail de Noel Smith
- 1926 : The Galloping Cowboy (en) de William James Craft
- 1926 : The Hidden Way de Joseph De Grasse
- 1926 : The Highbinders de George W. Terwilliger
- 1926 : The Lady from Hell de Stuart Paton
- 1926 : The Miracle of Life de Stanner E. V. Taylor
- 1926 : The Nutcracker de Lloyd Ingraham
- 1926 : The Ramblin' Galoot de Fred Bain
- 1926 : The Shadow of the Law de Wallace Worsley
- 1926 : The Skyrocket de Marshall Neilan
- 1926 : The Unfair Sex de Henri Diamant-Berger
- 1926 : Twisted Triggers de Richard Thorpe
- 1926 : Two Can Play de Nat Ross
- 1926 : White Mice d'Edward H. Griffith